# La Brûlatte
La Brûlatte település Franciaországban, Mayenne megyében. Lakosainak száma 674 fő (2022. január 1.). La Brûlatte Port-Brillet, Le Genest-Saint-Isle, La Gravelle, Loiron-Ruillé, Olivet és Saint-Pierre-la-Cour községekkel határos.

## Népesség
A település népességének változása:
| Lakosok száma | 373  | 595  | 622  | 685  | 699  | 701  | 697  | 682  | 677  | 674  |
|               | 1968 | 1982 | 1990 | 2006 | 2013 | 2015 | 2017 | 2019 | 2020 | 2022 |